# Zhang He
Zhang He (chinesisch 張郃, Pinyin Zhāng Hé; * 167; † 231) war ein chinesischer General der späten Han-Dynastie und der Zeit der Drei Reiche.
Am Ende der Regierungszeit von Kaiser Ling schloss sich Zhang He einer paramilitärischen Truppe unter Han Fu an, bei der er als Kommandant den Aufstand der Gelben Turbane bekämpfte. Später begab er sich in Yuan Shaos Dienste, wo er dank seiner Erfolge gegen den Kriegsherrn Gongsun Zan zum Korpskommandanten aufstieg. Nach der Niederlage von Guandu gegen den Kriegsherrn Cao Cao (200) waren er und der Offizier Gao Lan gezwungen, sich Cao Cao anzuschließen.
Unter Cao Cao wurde Zhang He zum General ernannt. Er half bei der Einigung der Zentralebene, der Verteidigung des Tong-Tors gegen Ma Chao und der Einnahme und Sicherung von Han Zhong, deren Gouverneur er wurde. Die Taktik des feindlichen Strategen Zhuge Liang bei der Schlacht am Berg Dingjun durchschaute er, konnte sich jedoch nicht gegen seinen Vorgesetzten Xiahou Yuan durchsetzen. Xiahou Yuan fiel in der Schlacht, und Cao Caos Seite verlor die Stadt Hanzhong.
Unter Cao Caos Nachfolger Cao Pi wurde Zhang He zum „Rechten General“ ernannt. Bei der Schlacht von Jieting konnte er den Shu-Strategen Ma Su umzingeln und vernichtend schlagen. Nachdem Zhuge Liang sich 231 nach einem Angriff zurückzog, verfolgte ihn Zhang He bis Mumen, wo er in einen Hinterhalt geriet und fiel.